# Widliszek plamistoskrzydły
Widliszek plamistoskrzydły (Anopheles maculipennis) – gatunek muchówki z rodziny komarowatych. Zamieszkuje Europę i zachodnią część Azji; na wschód po Iran i Turkmenistan. Larwy są filtratorami, żerującymi przy powierzchni zbiorników wodnych. Dorosłe samice są hematofagami ssaków, w tym ludzi. Gatunek ten może przenosić zarodźca ruchliwego, wywołującego u ludzi malarię.

## Taksonomia
Gatunek ten opisany został po raz pierwszy w 1818 roku przez Johanna Wilhelma Meigena. Klasyfikowany jest w podrodzaju nominatywnym Anopheles s.s. Jest to gatunek kryptyczny; wraz z pokrewnymi widliszkami (Anopheles) tworzy kompleks gatunków bliźniaczych określany jako Anopheles maculipennis sensu lato. W krainie palearktycznej stwierdzono dotąd 11 gatunków z tego kompleksu. W ich oznaczaniu wykorzystuje się cechy osłonki jaja, chetotaksję larw, dane cytologiczne, krzyżowanie w hodowli laboratoryjnej, elektroforezę enzymów, analizy węglowodorów kutykularnych, reakcję łańcuchową polimerazy oraz sekwencjonowanie DNA. W związku z tym poniższy opis morfologii dotyczy głównie całego kompleksu i jest niewystarczający do odróżnienia kryptogatunku A. maculipennis s.s.

## Morfologia

### Owad dorosły
Komar o ciele barwy głównie ciemnobrunatnej lub ciemnoszarej i skrzydłach długości od 4,5 do 6,5 mm. Głowa ma ciemnobrunatne, pozbawione jaśniejszych elementów głaszczki, ciemnobrunatną kłujkę z trochę rozjaśnionymi warżkami, brunatny nadustek, kępkę żółtawych lub białawych szczecinek na ciemieniu, czarne łuski na policzkach i po bokach powierzchni tylnej oraz białe łuski pośrodku tyłu. Czułki są brunatne z kępką jaśniejszych szczecinek na nóżkach. Długość głaszczków niewiele różni się od długości czułków, a ich człon czwarty i piąty są u samców nabrzmiałe.
Śródplecze ma płaską tarczę (mesoscutum) ze złotymi łuskami i ciemnoszarym pasem przez środek. Brunatną tarczkę również zdobią złote łuski. Zaplecze ma kolor brunatny. Na ciemnobrunatnych pleurach widnieją jaśniejsze plamy. Odnóża są bardzo długie, cienkie, porośnięte drobnymi łuskami, pozbawione przylg. Ubarwienie odnóży jest brunatne z jaśniejszymi: spodami ud, plamami na kolanach i wierzchołkami goleni. Skrzydła są smukłe, zaopatrzone w łuski ciemnej barwy, miejscami zgrupowane w plamy; w szczególności plamy występują u rozgałęzienia drugiej i trzeciej żyłki radialnej, pierwszej i drugiej żyłki medialnej oraz przy żyłkach poprzecznych radialno-medialnej i medialno-kubitalnej. Stosunek długości do szerokości u łusek położonych na drugiej żyłce radialnej wynosi od 7 do 9. Główki przezmianek są brunatne, zaś ich trzonki jaśniejsze.
Brunatny odwłok porośnięty jest włoskami i nielicznymi, złotymi łuskami. Samiec ma na gonokoksycie parę długich, prostych, osadzonych na wyraźnych brodawkach szczecin przypodstawowych. Listewkowate wyrostki zbroją wierzchołek długiego i wąskiego edeagusa.

### Larwa

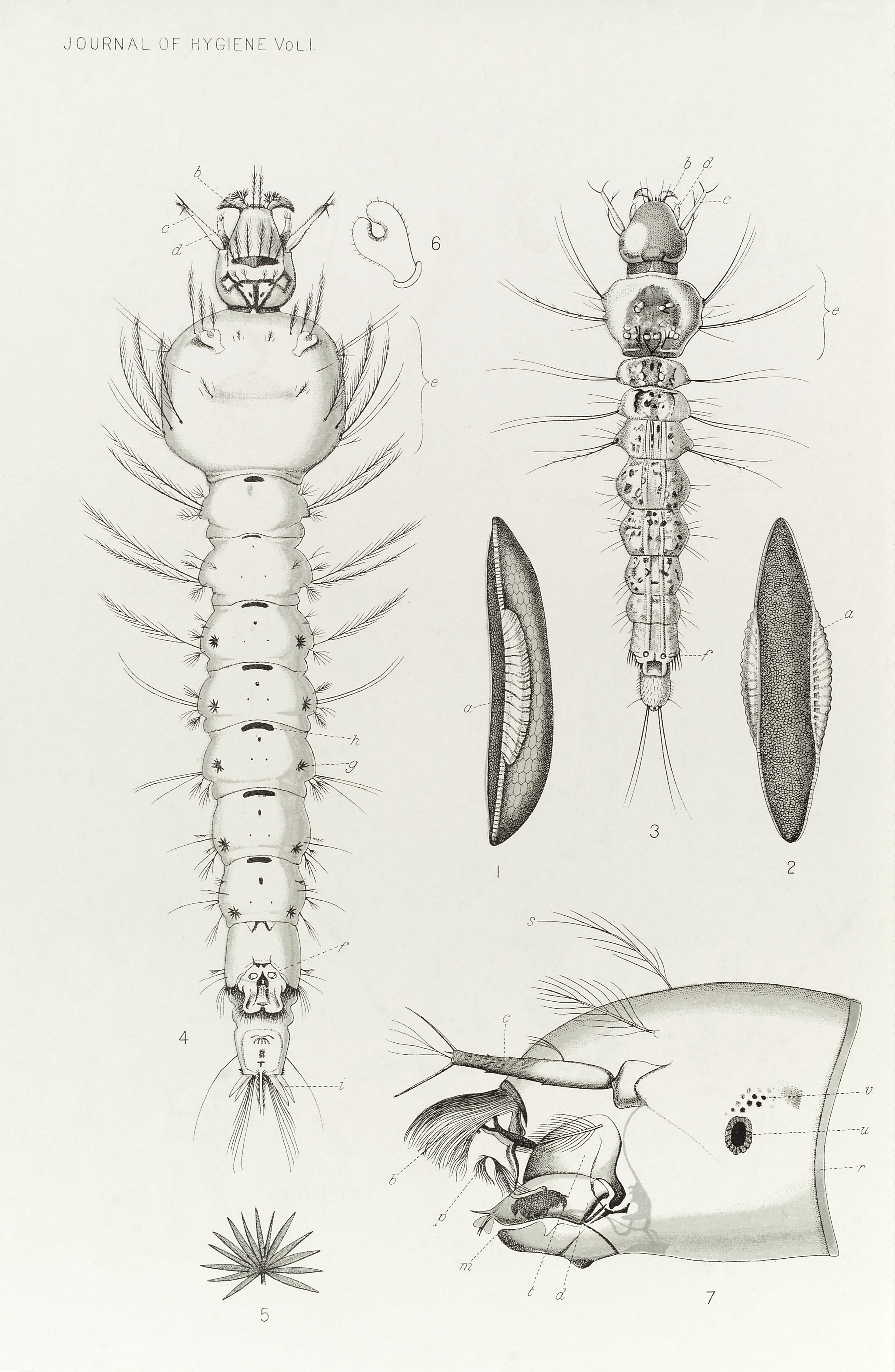
Widliszek plamistoskrzydły. 1 i 2: widok boczny i grzbietowy na jajo, 3: świeżo wylęgła larwa, 4: wyrośnięta larwa, 5: włosek palmowaty, 6. wachlarz (flabellum), 7: głowa larwy

Larwa ma dłuższą niż szerszą głowę zaopatrzoną w dobrze rozwinięte głaszczki szczękowe i pałeczkowate czułki o długości ⅔ głowy. Włosek czułkowy jest nie dłuższy niż szerokość czułka, osadzony u jego nasady i rozdzielony na 4–6 gałązek. Włoski wewnętrzne nadustka osadzone są blisko siebie i u wierzchołka rozdzielone na 3–8 gałązek każdy. Zewnętrzne włoski nadustka są drzewiasto porozgałęziane. Słabo rozwinięte włoski tylne nadustka rozwidlają się na 2–8 gałązek. Włoski czołowe są długie i pierzaste. Włosek ciemieniowy wewnętrzny rozdziela się na 4–8 gałązek, a zewnętrzny na 5–10 gałązek. Spośród włosków grzbietowych przedtułowia zewnętrzny jest gładki, a środkowy ma od 3 do 7 promieni i jest dwukrotnie dłuższych od wewnętrznego. Włoski pleuralne przedtułowia są pojedyncze, z wyjątkiem dziewiątego, który dzieli się na 3–5 długich gałązek. Odwłok ma na segmentach od trzeciego do siódmego włoski palmowate; każdy złożony z 16–24 płatków z nićmi końcowymi długości ⅓ płatka. Płytki boczne ósmego segmentu odwłoka tworzą grzebień z 6–13 zębami dużymi i mniejszymi ząbkami między nimi. Płetwę analną buduje od 18 do 20 włosków. Podobnie jak u innych przedstawicieli Anophelinae, brak jest u larwy widliszka plamistoskrzydłego syfonu. Ubarwienie larw jest różne w zależności od szerokości geograficznej – te z rejonów północnych są ciemniejsze.

### Poczwarka

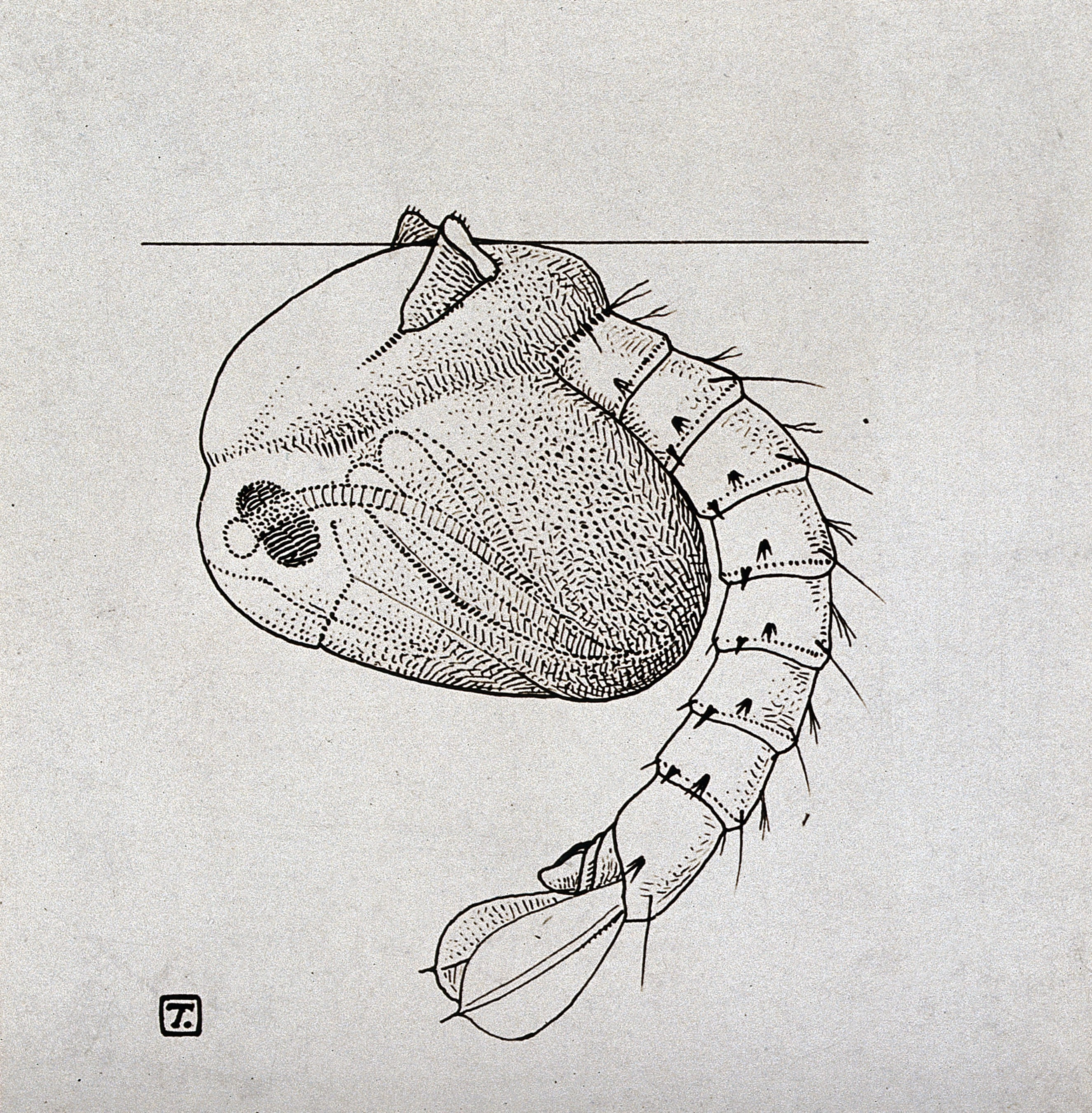
Poczwarka widliszka plamistoskrzydłego

Poczwarka ma krótki i dwukrotnie szerszy na górze niż na dole syfon pozbawiony poprzecznego fałdu u nasady. Jej odwłok ma segmenty od piątego do siódmego wyposażone w trochę zakrzywione kolce o zaokrąglonych, nieco omszonych szczytach. Pozostałe segmenty odwłoka mają proste i słabo rozwinięte kolce. Segmenty szósty i siódmy mają włoski drugiej pary złożone z 1–3 gałązek, a włoski piątej pary złożone z 2–4 gałązek. Ósmy segment ma włoski ósmej pary rozgałęzione już od nasady, a segmenty od czwartego do siódmego mają włoski tej pary przekształcone w kolce.

## Biologia i ekologia
Samce pobierają wyłącznie płynny pokarm roślinny. Samice są hematofagami ssącymi krew ssaków. Aktywne są nocą, od końca marca do listopada. Poszukują żywicieli i często koncentrują się przy dużych stadach ssaków hodowlanych jak i przy osiedlach ludzkich (gatunek zoofilny i antropofilny). Trzymają się siedlisk wilgotnych, ze względu na łatwość wysychania ich ciała. Krew niezbędna jest im do rozwoju jaj. Czas między pobraniem krwi a zakończeniem rozwoju jaj (cykl gonotroficzny) wynosi 12,5 doby przy temperaturze 10°C, 4 doby przy 20°C i 2,5 doby przy 25°C.
Komar ten wydaje na świat wiele pokoleń w ciągu roku. Kopulacja następuje w locie. Jaja składane są pojedynczo. Larwy przechodzą rozwój w stałych jak i okresowych zbiornikach wody słodkiej. Preferują zbiorniki o wodzie czystej, mocno nasłonecznione, bogato zarośnięte roślinnością. Żerują filtrując drobny pokarm z powierzchni wody przy użyciu uformowanych w wachlarze (flabellum) włosków na wardze górnej. Oddychają powietrzem atmosferycznym, pobieranym za pomocą przetchlinki na grzbiecie odwłoka. Przemieszczają się w wodzie szybkimi ruchami odwłoka, tyłem do przodu. Przepoczwarczenie następuje w środowisku wodnym. Stadium zimującym są zapłodnione samice, u których rozwój jaj zostaje zahamowany. W strefie klimatu umiarkowanego występuje u nich hibernacja całkowita.

## Rozprzestrzenienie
Owad zachodnio-palearktyczny, w związku z globalnym ociepleniem znajdujący się od kilku dekad w ekspansji na północny wschód. Jego zasięg w 1978 obejmował: północny Półwysep Iberyjski, Francję, Belgię, Holandię, Luksemburg, Niemcy, Danię, Austrię, Liechtenstein, Szwajcarię, Czechy, Słowację, Polskę, Węgry, obwód królewiecki, zachód Białorusi, Ukrainę, Rumunię, Bułgarię, Włochy, Słowenię, Chorwację, Bośnię i Hercegowinę, Albanię, Macedonię Północną, Grecję, Turcję, południowo-zachodnią Rosję, Gruzję, Armenię, Azerbejdżan, północną Syrię, Irak, północny Iran i nadkaspijską część Turkmenistanu. W latach 1978–1989 widliszek ten poszerzył swój zasięg o resztę Białorusi, Litwę, Łotwę, Estonię, południowe części Norwegii, Szwecji i Finlandii oraz zachodnią Rosję, na wschód aż po Samarę. W kolejnych latach dalej rozszerzał zasięg w głąb Rosji, w latach 2008–2009 dosięgając południa Uralu.
W Polsce jest pospolity w całym kraju.

## Znaczenie medyczne
Gatunki z kompleksu Anopheles maculipennis s.l., w tym widliszek plamistoskrzydły, mają możliwość przenoszenia zarodźca ruchliwego, wywołującego u ludzi malarię. Podczas epidemii malarii wektorami byli głównie inni przedstawiciele kompleksu: w środkowo-wschodniej Europie (w tym w Polsce) i Azji Zachodniej największą rolę odgrywał Anopheles messeae, a w północnej i zachodniej części Europy Anopheles atroparvus.